# Red Bull Cola
Red Bull Cola est une boisson de la société Red Bull, qui fabrique également la boisson énergisante Red Bull.

## Présentation
Cette boisson contient des arômes naturels et de la caféine. Elle a été lancée en 2008 en Allemagne, Autriche, Belgique, Bulgarie, Égypte, États-Unis, Hongrie, Inde, Irlande, Italie, Pologne, Suisse, Royaume-Uni, République tchèque, Roumanie, et Russie.
Il est commercialisé en canettes de 250 ml et 355 ml.
Les canettes les plus grandes sont vendues à la fois individuellement et par packs de quatre.

### Ingrédients
Le Red Bull Cola est préparé à partir de galanga, de gousses de vanille, de graines de moutarde, de Lime, de noix de kola, de cacao, de réglisse, de cannelle, de citron, de gingembre, d'extrait de feuille de coca, de orange, de menthe des champs, de pin, de cardamome, de macis, et de clous de girofle.
Il contient également de la caféine à partir de grains de café (45 mg par 355 ml. Le RB Cola contient moins de caféine que la boisson énergisante Red Bull éponyme (80 mg / 250 ml).
La boisson contient également du sucre et est de couleur caramel. Elle est dépourvue d'acide phosphorique, et de sirop de maïs. Elle est riche en fructose et en saveurs artificielles.